# Area 120
Area 120是Google設立的一個内部企业孵化器，成立於2016年3月，由孙达尔·皮柴創辦。這一孵化器孵化出50多个项目。2021年11月，该部门重组為Google Labs（与同名的Google實驗室業務無關）。

## 外部鏈接
- 官方网站